# Strongylodesma purpurea
Strongylodesma purpurea is een sponssoort in de taxonomische indeling van de gewone sponzen (Demospongiae). Het lichaam van de spons bestaat uit kiezelnaalden en sponginevezels, en is in staat om veel water op te nemen.
De spons behoort tot het geslacht Strongylodesma en behoort tot de familie Latrunculiidae. De wetenschappelijke naam van de soort werd voor het eerst geldig gepubliceerd in 2009 door Samaai, Gibbons & Kelly.